# Бобинский, Станислав Янович
Станислав Янович Бобинский (пол. Stanisław Feliks Bobiński, псевдонимы: пол. Jan Kreczyński, пол. Rafał; 20 ноября 1882, Варшава — 20 сентября 1937, Москва) — польский коммунист, делегат Всероссийского учредительного собрания, секретарь Польского бюро ЦК РКП(б), член исполкома Коминтерна.

## Биография

### Ранние годы. СДКПиЛ
Станислав Феликс Бобинский (иногда его фамилию пишут как Бобиньский) родился 20 ноября 1882 года в Варшаве в дворянской семье страхового чиновника Иоанна (Яна) Бобинского (пол. Jan Bobiński) и его жены Станиславы Толвинской (пол. Stanisława Tołwińska). Сначала учился в Варшаве, а затем окончил философский факультет Ягеллонского университета в Кракове (получил степень доктора философии) и Тарандтскую лесную академию (сегодня — факультет лесного, земельного и водного хозяйства Дрезденского технического университета в Тарандте), получив специальность инженера-лесника.
Вступил в партию Социал-демократия Королевства Польского и Литвы (СДКПиЛ) в 1905 году. В 1915 году он перебрался в Москву, где после Февральской революции принимал активное участие в деятельности большевистской партии. Он был членом Московского совета, делегатом VI съезда РСДРП(б) и входил в состав редакции газеты «Трыбуна» (Трибуна).

### После 1917 года. ВЦИК
В конце 1917 года был избран в Учредительное собрание от Смоленского и Минского округов по списку № 7 (большевики). Участвовал в первом и последнем заседании Собрания 5 января 1918 года.
Представлял интересы СДКПиЛ на мирных переговорах в Брест-Литовске. 7 февраля (25 января) 1918 года именно он огласил «Декларацию представителей трудящихся Польши», содержащую, в частности, призывы к «устранению полицейских перегородок между тремя частями одной страны» и «немедленному выводу оккупационных войск и очищение Польши от всех правительственных органов, учрежденных оккупационными властями». Был делегатом VII съезда РКП(б) с правом совещательного голоса.

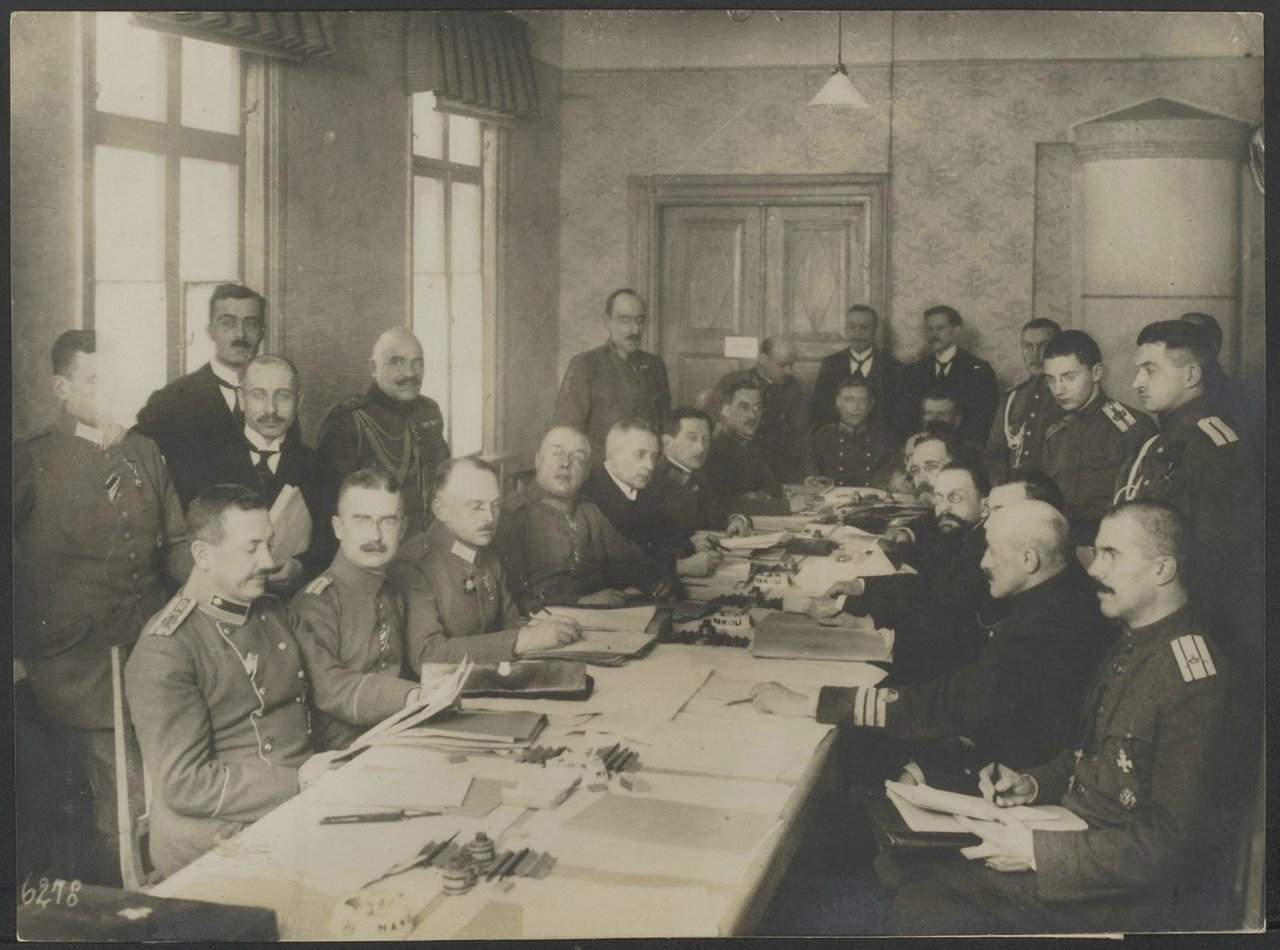
С. Бобинский (сидит второй справа, в профиль) во время переговоров в Брест-Литовске (1918)

22 июля 1918 года расписался за помощника И. Сталина, комиссара по польским делам Юлиана Ленского в постановлении Наркомнаца «О закрытии польских национально-буржуазных обществ».
В 1918 году был комиссаром Революционного красного Варшавского полка (пол. Rewolucyjny Czerwony Pułk Warszawski) и комиссаром Западной дивизии стрелков (пол. Zachodnia Dywizja Strzelców Polskich). С 1918 по 1919 год он был членом Революционного совета 16-й армии в Белоруссии. Затем стал председателем ЦК профсоюза работников сельского хозяйства Литвы и Белоруссии, а также членом ВЦИК (1919—1920). В 1920 году, во время Советско-польской войны, он был членом (по вопросам сельского хозяйства) Временного революционного комитета Польши, возглавляемого Юлианом Мархлевским и Феликсом Дзержинским.
В советское время работал по линии Коминтерна. Он был участником III-го конгресса Коминтерна (июнь-июль 1921 года). В 1922—1924 годы он стал профессором философии и ректором Уральского университета имени Горького в Екатеринбурге, а с 1925 года — членом Польского бюро (Польбюро) в ЦК ВКП(б) (до этого, в 1918—1920 годах, он был секретарём этого бюро).
В 1926—1928 годы работал научным сотрудником Коммунистической академии в Москве. Кроме того, он был активистом Коммунистической партии Польши (КПП): в частности, в 1921 и 1925—1926 годах был членом представительства ЦК КПП в исполкоме Коминтерна. Он также принимал участие в III-ем съезде КПП в январе — феврале 1925 года под Москвой и в IV-й Конференции КПП в ноябре — декабре 1925 года в Москве. Был также директором Московского Политехнического института.

### Расстрел и реабилитация
15 июня 1937 года, в период Большого террора, пенсионер Станислав Бобинский был арестован НКВД по обвинению в люксембургианстве. Процесс над ним состоялся в Москве 20 сентября 1937 года. Согласно материалам дела, на момент ареста и следствия Станислав Янович был членом ВКП(б).
Был официально обвинён в участии в контрреволюционной организации «Польска организация войскова» (ПОВ), в рамках которой он, по версии следствия, должен был вести на территории СССР шпионскую деятельность в пользу польской разведки и располагать сведениями о готовящихся терактах членов ПОВ. После 20-минутного процесса Военная коллегия Верховного суда СССР приговорила Бобинского к высшей мере наказания — расстрелу с конфискацией имущества. В соответствии с действующим указом от 1 декабря 1934 года (указ принят в день убийства Кирова) — приговор был приведён в исполнение сразу по окончании судебного процесса.
Станислав Янович Бобинский был реабилитирован определением Военной коллегии Верховного суда СССР 7 мая (или 29 сентября) 1955 года.

## Семья
Жёны:
- Елена Бобинская (пол. Helena Bobińska z Brunów, 1887—1968) — польская и советская писательница, автор книг для детей и подростков.
- Ядвига Николаевна Секерская (1903—1984)[10] — старший научный сотрудник Института философии, арестована НКВД СССР 15 июня 1937 года, осуждена Особым Совещанием при НКВД СССР как член семьи изменника Родины к заключению в исправительно-трудовой лагерь сроком на 8 лет[11], освобождена из заключения в 1944 году, после Второй мировой войны жила в Польше, была депутатом Сейма ПНР[12][13].

Дочь:
- Селина Бобинская-Вольска (пол. Celina Bobińska-Wolska, 1913—1997) — польский историк нового времени, коммунистическая активистка.

## Адреса
- 1937 год — Москва, ул. Горького, д. 5, кв. 60[9].